# Bzovius
Abraham Bzowski o Bzovius en llatí (1567 - 1637) fou un frare i historiador polonès. Per encàrrec del Papa Pau V, que li atorgà un apartament al Vaticà, continuà l'obra de Cèsar Baroni Annales Ecclesiastici per al període 1198-1571, essent la seva contribució la menys notable que la d'altres continuadors (com Raynaldus, Laderchi i August Theiner), segons l'Enciclopèdia Catòlica.
El 1630 Bzovius fundà una secció per a estudiants polonesos al Col·legi de Sant Tomàs d'Aquino de Roma.

## Obres
- Thaumaturgus Polonus seu de vita et miraculis S. Hyacinthi, Venècia, 1606 (hagiografia de Sant Jacint de Cracòvia)
- Vita Beati Ceslai Odrovantii, Cracòvia, 1608 (hagiografia del beat Ceslas Odrowaz, Ceslaus).
- Annales Ecclesiastici, Colonia, entre 1625-1630 (el títol complet comença Annalium Ecclesiasticorum post illustriss. et Reverendiss. Dom. Caesarem Baronium S. R. E. Cardinalem Bibliothecarium...)
- De vita Pauli V, Roma, 1625 (biografia de Pau V)